# Доминиканская Республика на летних Олимпийских играх 1988
Доминиканская Республика принимала участие в Летних Олимпийских играх 1988 года в Сеуле (Корея) в седьмой раз за свою историю, но не завоевала ни одной медали. Сборную страны представляли 16 участников, из которых 1 женщина (Blanca Alejo). Они приняли участие в 15 событиях по 5 видам спорта.
Самой молодой спортсмен — Gilberto García (19 лет, 245 дня).
Старейший спортсмен: José Miguel Guzman (32 года, 133 дня).

## Участники

### Лёгкая атлетика
- Модесто Кастильо
- Хуан Нуньес
- Эваристо Ортис

### Бокс
- Хесус Бельтре
- Мелвин де Леон
- Педро Фриа
- Хосе Сайзозема
- Эмилио Вильегас

### Дзюдо
- Хилберто Гарсия

### Настольный теннис
- Бланка Алехо
- Марио Альварес
- Раймундо Фермин

### Тяжёлая атлетика
- Франсиско Гусман
- Хосе Мигель Гусман
- Фрэнк Перес
- Кристиан Ривера